# Église Saint-Barthélemy de Poncey-sur-l'Ignon
Pour les articles homonymes, voir Église Saint-Barthélémy.
L'église Saint-Barthélémy est une église catholique située à Poncey-sur-l'Ignon, en France.

## Localisation
L'église est située dans le département français de la Côte-d'Or, sur la commune de Poncey-sur-l'Ignon.

## Protection
L'église Saint-Barthélemy est classée au titre des monuments historiques  par arrêté du 13 juin 2001.